# Fettförbränning
Fettförbränning är ett koncept som allt vanligare används i sammanhang som bodybuilding, styrketräning och viktminskning i största allmänhet. 

## Definition
När man talar om fettförbränning brukar ofta vikten vara ett värde som bevisar en lyckad fettförbränning. Men det som måste klargöras är att muskelmassa väger mer än fett, så en viktnedgång betyder inte att det som försvunnit är enbart fett. Om man exempelvis bantar så minskar vikten snabbt till en början då kroppen töms på all upplagrad glukos i musklerna, men sedan påbörjas en nedbrytning av muskelmassa, tillsammans med fettet lagrad i kroppen.[källa behövs]

## Metoder

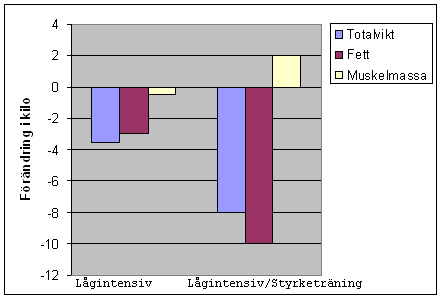
Figur 1 Lågintensiv träning i kombination med styrketräning.

Den vanligaste metoden för att åstadkomma fettförbränning är långa pass med lågintensiv träning på exempelvis ett löpband, på träningscykel eller ute i ett löparspår.
En annan metod är promenader.

## Kosttillskott
Det finns ett antal mer eller mindre fungerande kosttillskott gällande fettförbränning ute på marknaden. Tyvärr är det svårt att urskilja de kosttillskott som verkligen fungerar, då de flesta som säljer dem överdriver effekten av dem.